# Alize Johnson
Alize DeShawn Johnson (Williamsport, Pensilvania, 22 de abril de 1996) es un baloncestista estadounidense que pertenece a la plantilla de los Wisconsin Herd de la G League. Con 2,03 metros de estatura, juega en la posición de alero.

## Trayectoria deportiva

### Universidad
Sus dos primeros años de universidad los pasó en el community college de Frank Phillips, donde en su primera temporada promedió 12,7 puntos y 7,6 rebotes por partido, mientras que en la segunda fueron 16,7 puntos y 12,0 rebotes.
En 2016 fue transferido a los Bears de la Universidad Estatal de Misuri, donde jugó las dos temporadas restantes, en las que promedió 14,9 puntos, 11,1 rebotes y 2,4 asistencias por partido. En su primera temporada fue elegido debutante del año de la Missouri Valley Conference y en ambas incluido en el mejor quinteto de la conferencia.

#### Estadísticas
| Año     | Equipo         | PJ | PT | MPP  | %TC  | %3P  | %TL  | RPP  | APP | ROB | TPP | PPP  |
| ------- | -------------- | -- | -- | ---- | ---- | ---- | ---- | ---- | --- | --- | --- | ---- |
| 2016–17 | Missouri State | 33 | 33 | 30.2 | .488 | .388 | .667 | 10.6 | 1.9 | .6  | .1  | 14.8 |
| 2017–18 | Missouri State | 33 | 33 | 31.2 | .430 | .281 | .759 | 11.6 | 2.8 | .5  | .4  | 15.0 |
| Total   | Total          | 66 | 66 | 30.7 | .457 | .325 | .716 | 11.1 | 2.4 | .5  | .3  | 14.9 |

### Profesional
Fue elegido en la quincuagésima posición del Draft de la NBA de 2018 por Indiana Pacers.
Tras dos temporadas en Indiana, el 27 de noviembre de 2020, firma un contrato de exhibición con Toronto Raptors y que se hace oficial el 1 de diciembre. Pero el 19 de diciembre es finalmente cortado sin llegar a debutar con el equipo.
El 27 de enero de 2021, se anuncia a Johnson como parte de la plantilla de los Raptors 905 para el inicio de la temporada de la G League.
El 22 de marzo, firma un contrato de 10 días con Brooklyn Nets. Hace su debut con los Nets, el 24 de marzo, en el que anotó 23 puntos y capturó 15 rebotes. El 1 de abril firma otro contrato de 10 días y finalmente, el 11 de abril, consigue un contrato multi-anual.
Pero el 3 de septiembre, antes del inicio de la temporada, es cortado por los Nets. Firmando, tres días después, con los Chicago Bulls, por $3,6 millones y 2 años. Es cortado el 26 de diciembre, tras 16 encuentros con los Bulls. Y el 28 de diciembre, firma un contrato de 10 días con Washington Wizards, con los que disputa 3 encuentros.
El 2 de marzo de 2022, Johnson firmó otro contrato de diez días, esta vez con los New Orleans Pelicans. Hizo su debut con el equipo esa noche. El 11 de marzo fue despedido. Un día después, firmó un nuevo contrato de diez días con los Pelicans a través de la excepción por dificultades para completar la plantilla.
El 16 de agosto de 2022, firma por una temporada y $2 millones con San Antonio Spurs. Tras ser cortado sin debutar, fichó por su filial en la G League, los Austin Spurs. El 29 de noviembre le hacen un hueco en el primer equipo, pero el 13 de diciembre vuelve a ser cortado, regresando a los Austin Spurs.
El 28 de enero de 2023, es traspasado a los Wisconsin Herd a cambio de Brandon Randolph.

## Estadísticas de su carrera en la NBA

### Temporada regular
| Año     | Equipo      | PJ | PT | MPP  | %TC  | %3P  | %TL   | RPP | APP | ROB | TPP | PPP |
| ------- | ----------- | -- | -- | ---- | ---- | ---- | ----- | --- | --- | --- | --- | --- |
| 2018-19 | Indiana     | 14 | 0  | 4.6  | .250 | .500 | .500  | 1.4 | .1  | .1  | .2  | .9  |
| 2019-20 | Indiana     | 17 | 1  | 6.9  | .414 | .375 | .700  | 2.8 | .4  | .2  | .1  | 2.0 |
| 2020-21 | Brooklyn    | 18 | 0  | 10.5 | .588 | .167 | 1.000 | 5.0 | .8  | .3  | .3  | 5.2 |
| 2021-22 | Chicago     | 16 | 0  | 7.6  | .522 | .000 | .571  | 2.3 | .5  | .2  | .0  | 1.8 |
| 2021-22 | Washington  | 3  | 0  | 6.0  | .333 | .000 | .000  | 4.0 | .0  | .0  | .0  | 1.3 |
| 2021-22 | New Orleans | 4  | 0  | 7.0  | .300 | —    | .750  | 3.3 | .3  | .5  | .0  | 2.3 |
| 2022-23 | San Antonio | 4  | 0  | 7.4  | .500 | .000 | .500  | 2.5 | .3  | .3  | .0  | 1.8 |
| Total   | Total       | 76 | 1  | 7.5  | .481 | .227 | .711  | 3.0 | .4  | .2  | .1  | 2.5 |

### Playoffs
| Año   | Equipo   | PJ | PT | MPP | %TC  | %3P | %TL | RPP | APP | ROB | TPP | PPP |
| ----- | -------- | -- | -- | --- | ---- | --- | --- | --- | --- | --- | --- | --- |
| 2020  | Indiana  | 1  | 0  | .2  | —    | —   | —   | .0  | .0  | .0  | .0  | .0  |
| 2021  | Brooklyn | 5  | 0  | 4.6 | .571 | —   | —   | 2.6 | .0  | .6  | .0  | 1.6 |
| Total | Total    | 6  | 0  | 3.8 | .571 | —   | —   | 2.2 | .0  | .5  | .0  | 1.3 |

## Vida personal
Alize es hijo de David Hill y Chanelle Johnson, y tiene tres hermanos: David, Davion, y Nasza, además de cuatro hermanas: Davesha, Destiny, Davida y Alana. 
Es primo del también jugador profesional Chevon Troutman. 
En 2018 se graduó en Comunicación en la Universidad Estatal de Misuri.